# Valle de San Joaquín
El valle de San Joaquín es el área del Valle Central de California, en Estados Unidos, que yace al sur del delta del río San Joaquín en Stockton. Aunque la mayor parte del valle es rural, dentro de sus límites se encuentran importantes áreas metropolitanas. En su perímetro se encuentran las ciudades de Fresno, Bakersfield, Stockton, Modesto, Visalia, Porterville, Merced, Madera y Hanford.

## Geografía

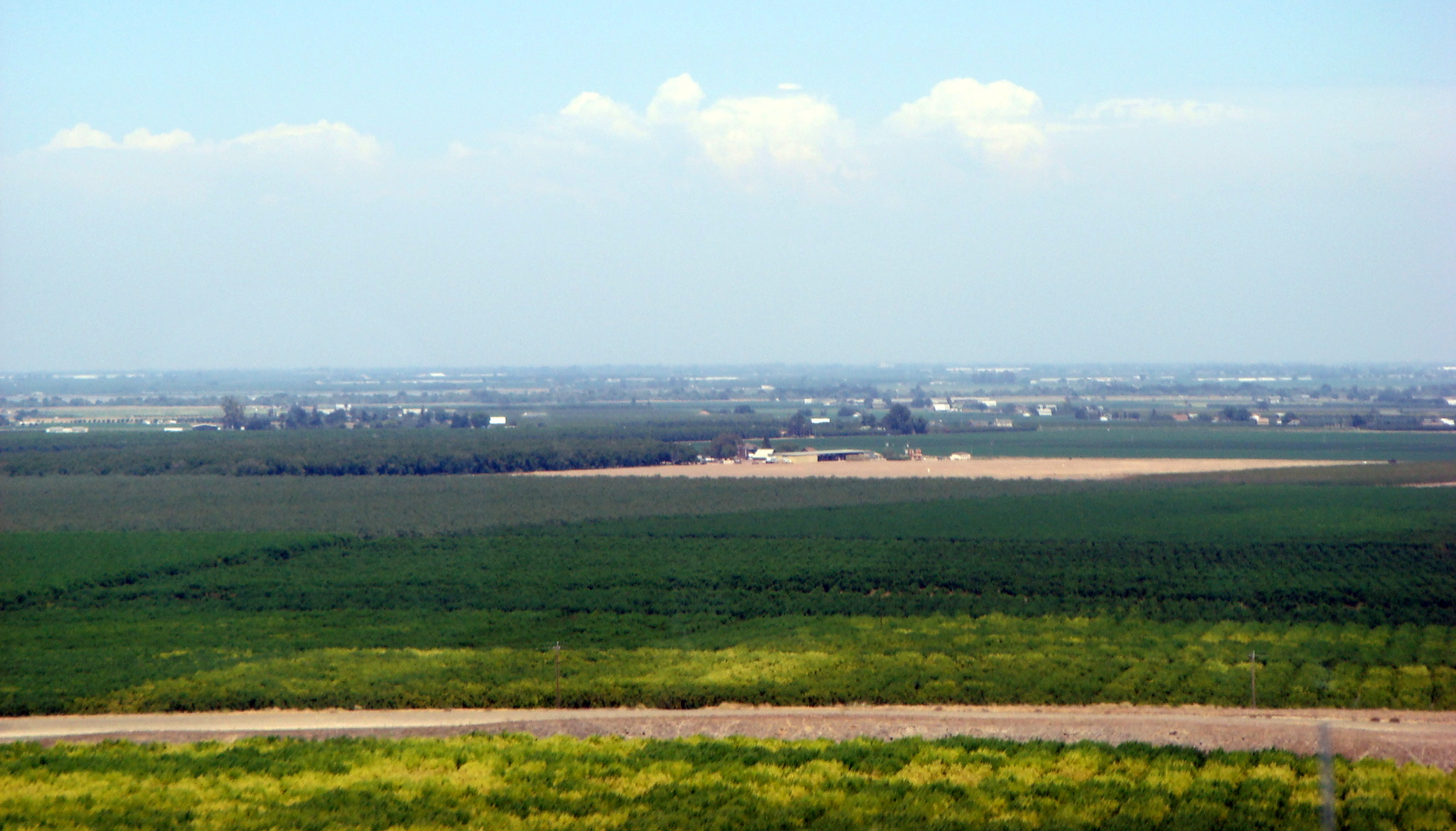
Valle de San Joaquín.

El valle de San Joaquín se extiende desde el delta de los ríos San Joaquín y Sacramento al norte de la sierra de Tehachapi en el sur y de la cordillera costera de California al oeste (desde la sierra del Diablo al norte hasta la sierra del Temblor en el sur). Al este limita con la Sierra Nevada. A diferencia del Valle del Sacramento, el sistema acuífero del cual toma su nombre el valle de San Joaquín no queda a mucha distancia del valle. La mayor parte del valle al sur de Fresno drena al Lago Tualare, que ha dejado de existir. El principal río del valle es el San Joaquín, que drena al norte, hacia la mitad norte del valle hacia el delta de los ríos Sacramento y San Joaquín. El río de los Santos Reyes y el río Kern se localizan al sur de la cuenca endorreica del valle, que tiene múltiples usos en la agricultura, por lo que sus cursos están por lo general secos en sus cauces bajos.